# Lucent Technologies
Lucent Technologies foi uma empresa de telecomunicações americana fundada em 30 de setembro de 1996, a partir da AT&T, que fez das suas atividades no Bell Labs uma nova empresa.
Em dezembro de 2006 houve a fusão mundial da Lucent e Alcatel, criando então a Alcatel-Lucent, com a sede brasileira localizada na cidade de São Paulo.
Alcatel-Lucent foi absorvida pela Nokia em janeiro de 2016.